# Björkö (naturreservat)
Björkö är ett naturreservat i innerskärgården i Västerviks kommun i Kalmar län.
Området är naturskyddat sedan 1980 och är 990 hektar stort. Reservatet omfattar huvuddelen av ön med detta namn och några kringliggande kobbar och skär och består av betesmark, barrskog och lövskog. 